# Plectophanes hollowayae
Espèce
Plectophanes hollowayae est une espèce d'araignées aranéomorphes de la famille des Cycloctenidae.

## Distribution
Cette espèce est endémique de Nouvelle-Zélande,. Elle se rencontre dans les îles Salomon au sud-ouest de l'île Stewart.

## Description
La femelle holotype mesure 7,21 mm et le mâle paratype 7,12 mm.

## Étymologie
Cette espèce est nommée en l'honneur de Beverley A. Holloway.

## Publication originale
- Forster, 1964 : The spider family Toxopidae (Araneae). Annals of the Natal Museum, vol. 16, no , p. 113-151 (« texte intégral »(Archive.org • Wikiwix • Archive.is • Google • Que faire ?)).